# Classe California
La classe California est une classe de croiseurs lance-missiles à propulsion nucléaire de l'United States Navy construits à partir de 1970 à 1974. Les USS California et USS South Carolina sont les deux seuls navires de cette classe, en service de 1974/1975 à 1999.

## Unités
| Nom                     | Commande     | Quille            | Lancement         | Mise en service | Retrait du service | Situation actuelle                      |
| ----------------------- | ------------ | ----------------- | ----------------- | --------------- | ------------------ | --------------------------------------- |
| California (CGN-36)     | 13 août 1968 | 23 janvier 1970   | 22 septembre 1971 | 16 février 1974 | 9 juillet 1999     | En attente de démantèlement depuis 2000 |
| South Carolina (CGN-37) | 13 août 1968 | 1er décembre 1970 | 1er juillet 1972  | 25 janvier 1975 | 30 juillet 1999    | En attente de démantèlement depuis 1999 |